# Făgetu de Sus (okręg Bacău)
Făgetu de Sus (węg. Terkucatelep) – wieś w Rumunii, w okręgu Bacău, w gminie Ghimeș-Făget. W 2011 roku liczyła 267 mieszkańców.